# چایه
چایه (به لهستانی:  Czaje) یک روستا در لهستان است که در گمینا گروجیسک واقع شده‌است.